# Schwindratzheim
Schwindratzheim je občina v departmaju Bas-Rhin francoske regije Alzacija.
Leta 2012 je v občini živelo 1.574 oseb oz. 172 oseb/km².